# オルトゥエーリ
オルトゥエーリ（イタリア語: Ortueri）は、イタリア共和国サルデーニャ自治州ヌーオロ県にある、人口約1,100人の基礎自治体（コムーネ）。

## 地理

### 位置・広がり

#### 隣接コムーネ
隣接するコムーネは以下の通り。括弧内のORはオリスターノ県所属を示す。
- アウスティス
- ブザーキ (OR)
- ネオネーリ (OR)
- サムゲーオ (OR)
- ソルゴノ
- ウラ・ティルソ (OR)